# Jürgen Habermas
Jürgen Habermas (n. 18 iunie 1929, Düsseldorf, Republica de la Weimar) este un filozof și sociolog german, care a devenit cunoscut mai ales datorită lucrărilor sale în filozofia socială. A fost asociat cu Școala de la Frankfurt. A conceput teoria activității comunicative (Theorie der kommunikativen Handlung).
S-ar putea afirma chiar că este cel mai renumit intelectual german în viață (întrebată despre oportunitatea decernării unui titlu de doctor honoris causa, secretara acestuia a răspuns: „De mulți ani domnul Habermas nu mai acceptă conferirea de titluri doctor honoris causa”).